# Duguetia oligocarpa
Duguetia oligocarpa este o specie de plante angiosperme din genul Duguetia, familia Annonaceae, descrisă de Paulus Johannes Maria Maas și Van Dam. Conform Catalogue of Life specia Duguetia oligocarpa nu are subspecii cunoscute.